# 97. ceremonia wręczenia Oscarów
97. ceremonia wręczenia Oscarów, nagród filmowych przyznawanych przez Amerykańską Akademię Sztuki i Wiedzy Filmowej, odbyła się 2 marca 2025 w Dolby Theatre w Los Angeles. Wręczono podczas niej nagrody w 23 kategoriach, honorujące filmy z 2024 roku. Jej prowadzącym był Conan O’Brien, a transmisja na żywo odbyła się w stacji telewizyjnej ABC i serwisie strumieniowym Hulu. W Polsce była emitowana na żywo przez Canal+.
Nominacje zostały ogłoszone 23 stycznia 2025. Najwięcej otrzymały ich filmy Emilia Pérez (13), The Brutalist i Wicked (po 10). Najbardziej uhonorowanym filmem był Anora, który zdobył 5 nagród, w tym w kategorii najlepszy film. The Brutalist wygrał w 3 kategoriach, zaś Diuna: Część druga, Emilia Pérez i Wicked w 2.

## Laureaci i nominowani
Krótkie listy wstępnych nominacji w 10 kategoriach zostały podane 17 grudnia 2024. Początkowo ostateczne nominacje miały zostać ogłoszone 12 stycznia 2025. Ze względu na pożary w Kalifornii ogłoszenie zostało przełożone najpierw na 19 stycznia, a następnie na 23 stycznia 2025. Nominacje ogłosili aktorzy Rachel Sennott i Bowen Yang podczas ceremonii w Samuel Goldwyn Theater w Los Angeles, transmitowanej na żywo w mediach społecznościowych i magazynie porannym ABC Good Morning America.
Emilia Pérez otrzymał 13 nominacji, co jest drugim najwyższym wynikiem w historii Oscarów (na równi z 11 innymi filmami), w tym najwyższym spośród filmów nieanglojęzycznych. Więcej nominacji (14) otrzymały tylko Wszystko o Ewie (1950), Titanic (1997) i La La Land (2016). Za sprawą roli w Emilii Pérez Karla Sofía Gascón stała się pierwszą w historii osobą transseksualną nominowaną w kategorii aktorskiej. Fernanda Torres otrzymała nominację aktorską jako druga Brazylijka w historii, przy czym pierwszą była w 1999 jej matka, Fernanda Montenegro. 29-letni Timothée Chalamet stał się drugim w historii, po Jamesie Deanie, dwukrotnie nominowanym w kategorii najlepszy aktor pierwszoplanowy przed ukończeniem 30 lat. Coralie Fargeat otrzymała nominację w kategorii najlepszy reżyser jako dziewiąta kobieta w historii. Realizator dźwięku Andy Nelson otrzymał 25. nominację w karierze, stając się drugą najczęściej nominowaną do Oscara żyjącą osobą, zaraz za Johnem Williamsem z 54 nominacjami.
Sean Baker ustanowił rekord jako pierwsza osoba w historii, która otrzymała cztery Oscary za jeden film (Anora). Ponadto stał się drugą osobą, która otrzymała cztery Oscary podczas jednej edycji – wcześniej dokonał tego Walt Disney w 1954, ale za cztery różne filmy. Zoe Saldaña, laureatka w kategorii najlepsza aktorka drugoplanowa, stała się pierwszą reprezentantką Amerykanów pochodzenia dominikańskiego nagrodzoną Oscarem. Adrien Brody, laureat w kategorii najlepszy aktor pierwszoplanowy, dołączył do ścisłego grona laureatów co najmniej dwóch aktorskich Nagród Akademii i pobił rekord najdłuższej przemowy podczas odbierania Oscara (5 minut i 30 sekund). Podczas ceremonii po raz pierwszy zostały uhonorowane Oscarem filmy z Brazylii (Wciąż tu jestem), Łotwy (Flow) i Palestyny (Nie chcemy innej ziemi). Ponadto Flow stał się pierwszą niezależną animacją nagrodzoną w kategorii najlepszy pełnometrażowy film animowany.
| Najlepszy film | Najlepszy reżyser |
| --- | --- |

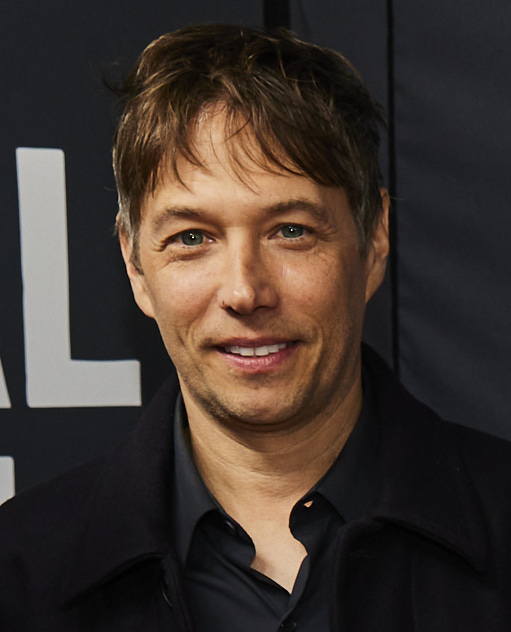
Sean Baker, laureat w kategoriach najlepszy film, najlepszy reżyser, najlepszy scenariusz oryginalny i najlepszy montaż

Adrien Brody, laureat w kategorii najlepszy aktor pierwszoplanowy

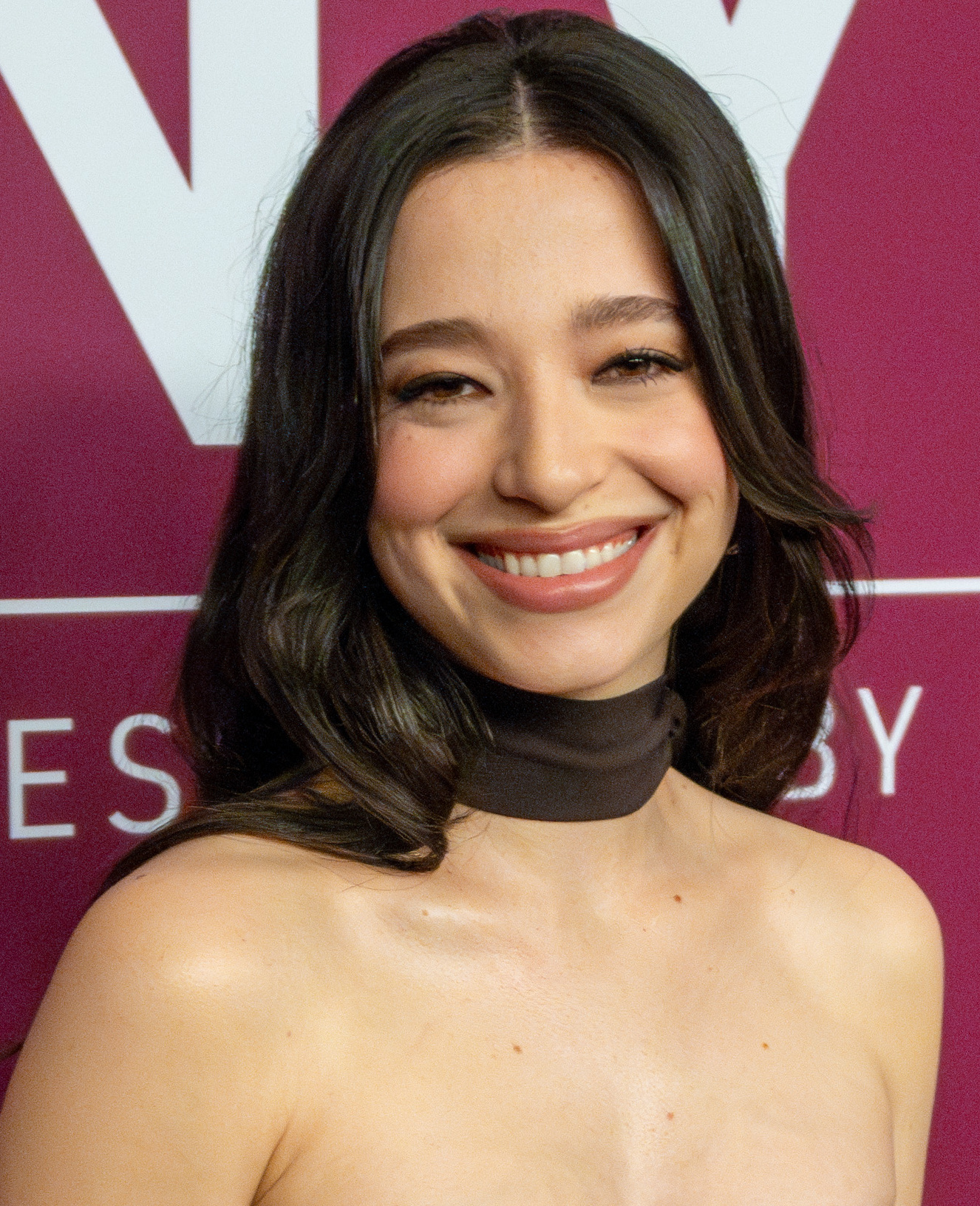
Mikey Madison, laureatka w kategorii najlepsza aktorka pierwszoplanowa

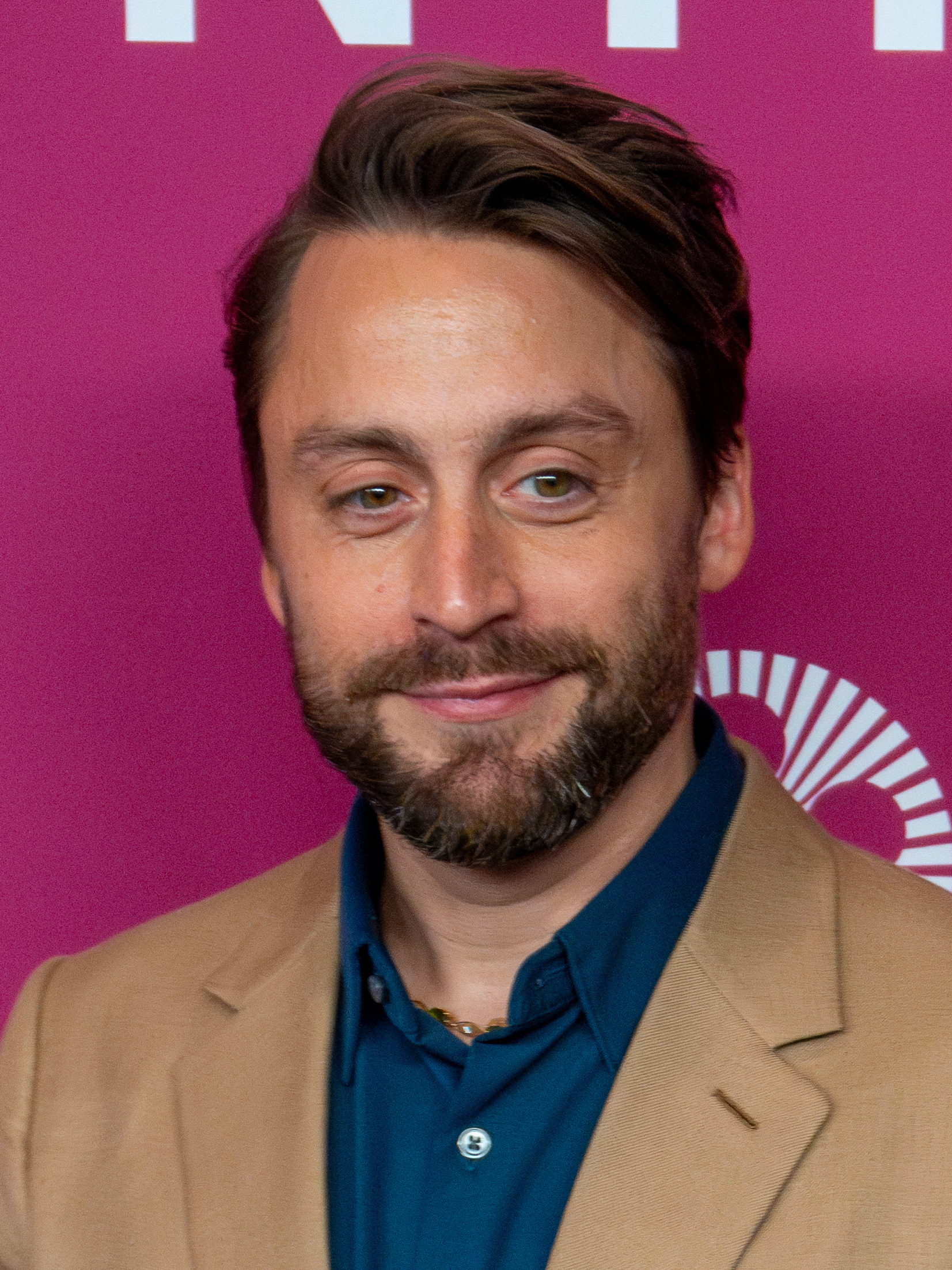
Kieran Culkin, laureat w kategorii najlepszy aktor drugoplanowy

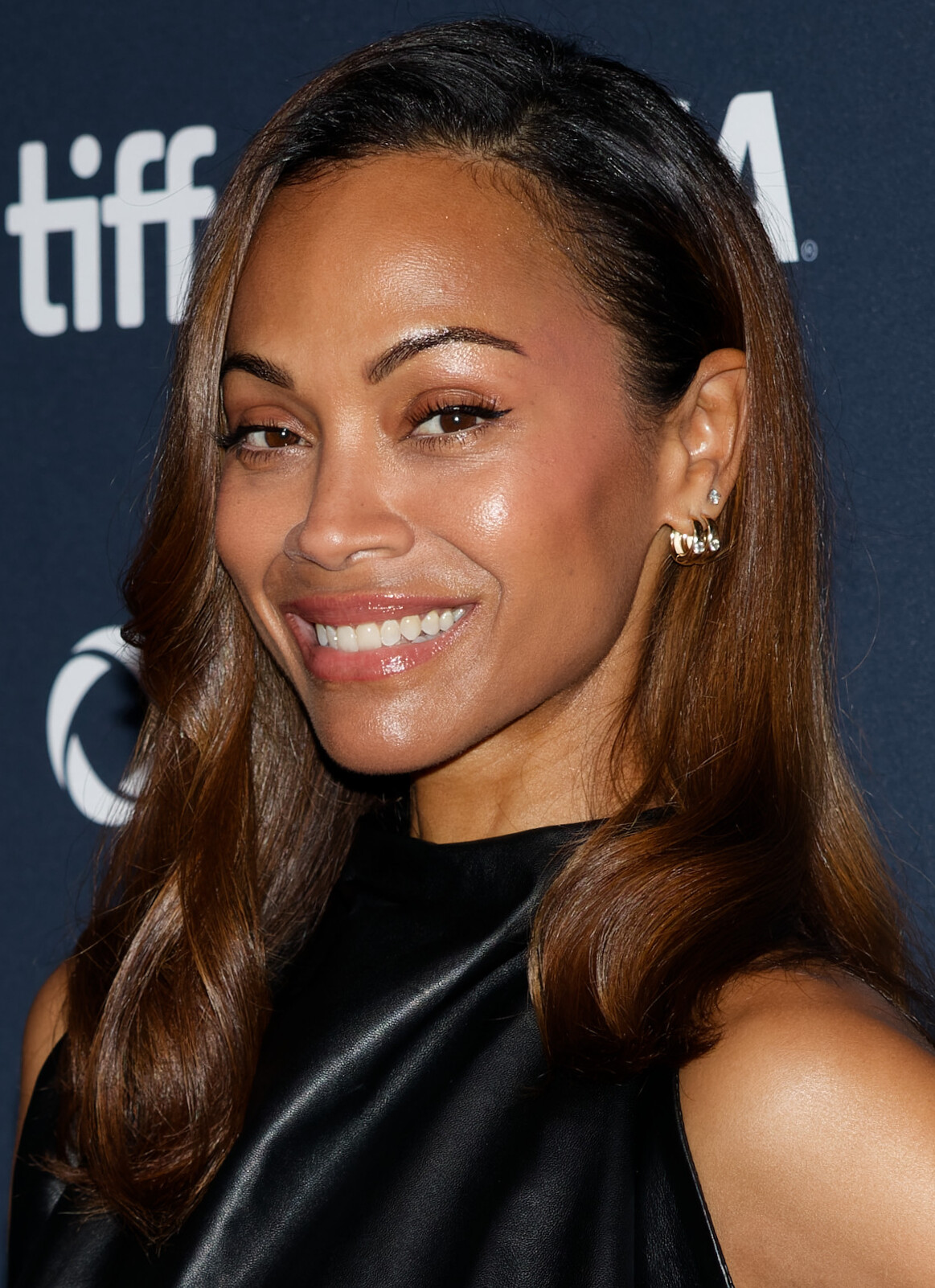
Zoe Saldaña, laureatka w kategorii najlepsza aktorka drugoplanowa

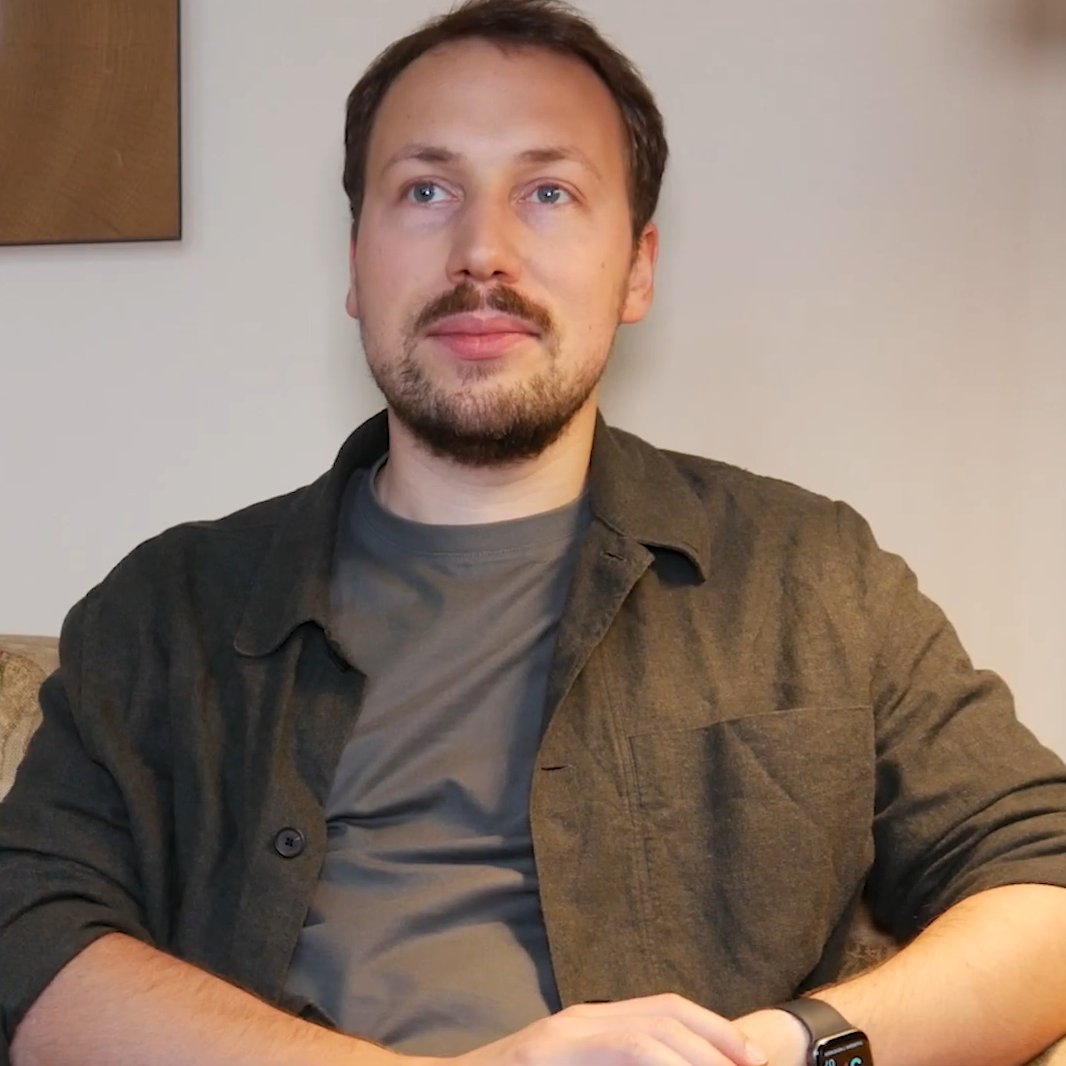
Gints Zilbalodis, laureat w kategorii najlepszy pełnometrażowy film animowany

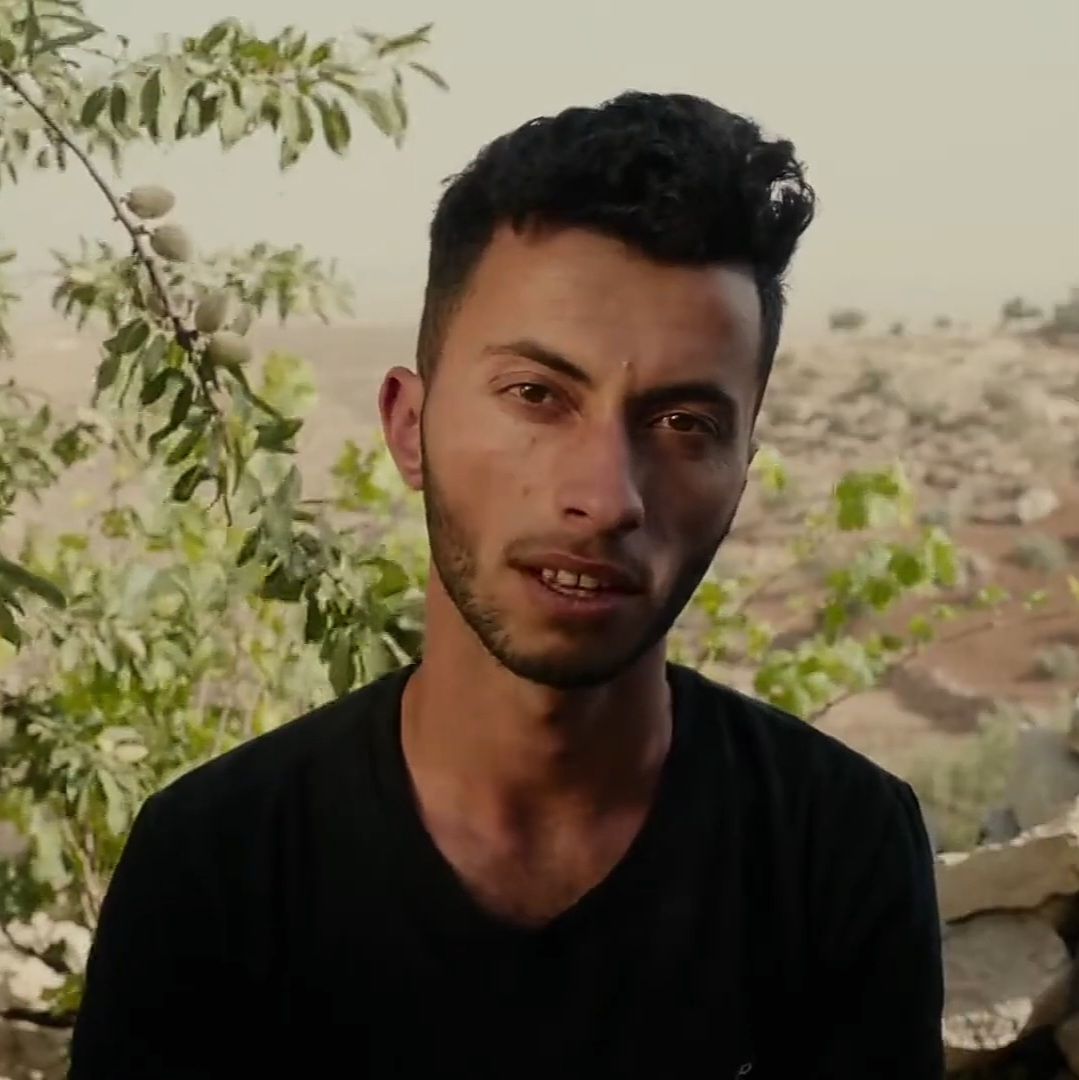
Basel Adra, laureat w kategorii najlepszy pełnometrażowy film dokumentalny

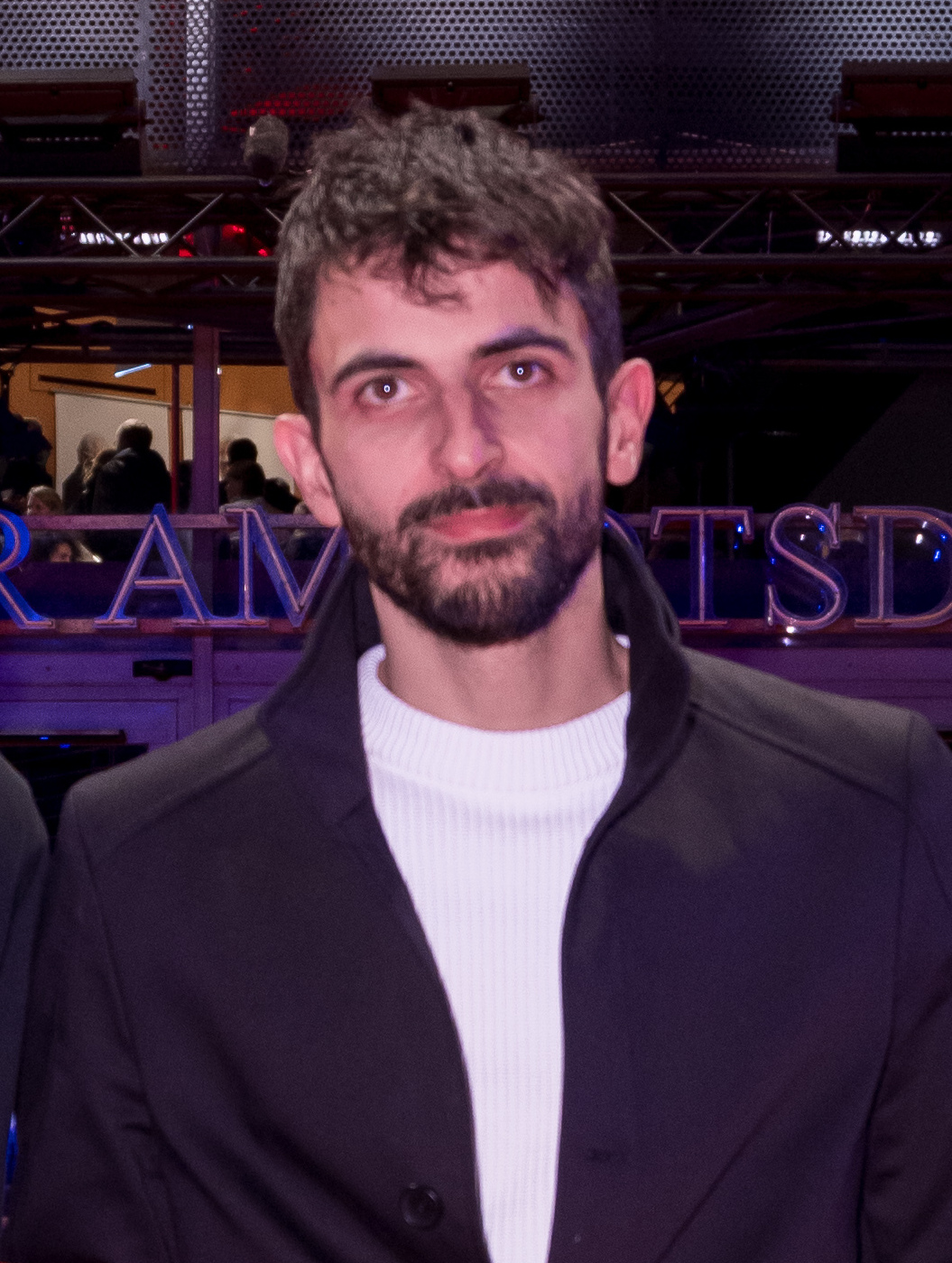
Yuval Abraham, laureat w kategorii najlepszy pełnometrażowy film dokumentalny

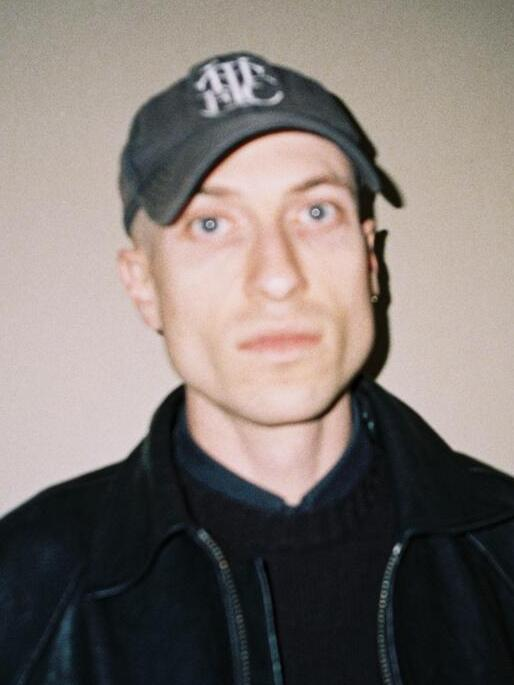
Daniel Blumberg, laureat w kategorii najlepsza muzyka

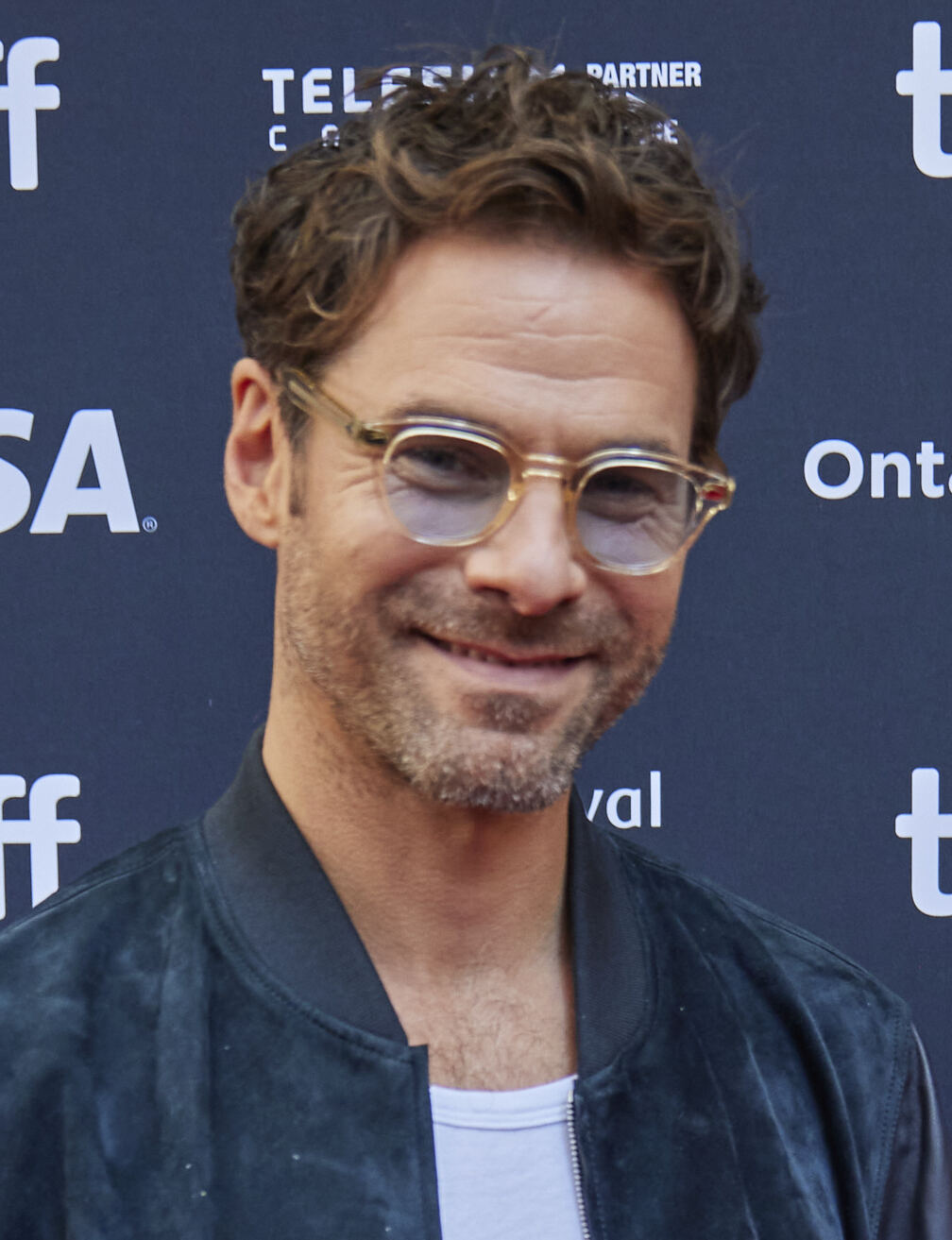
Clément Ducol, laureat w kategorii najlepsza piosenka oryginalna

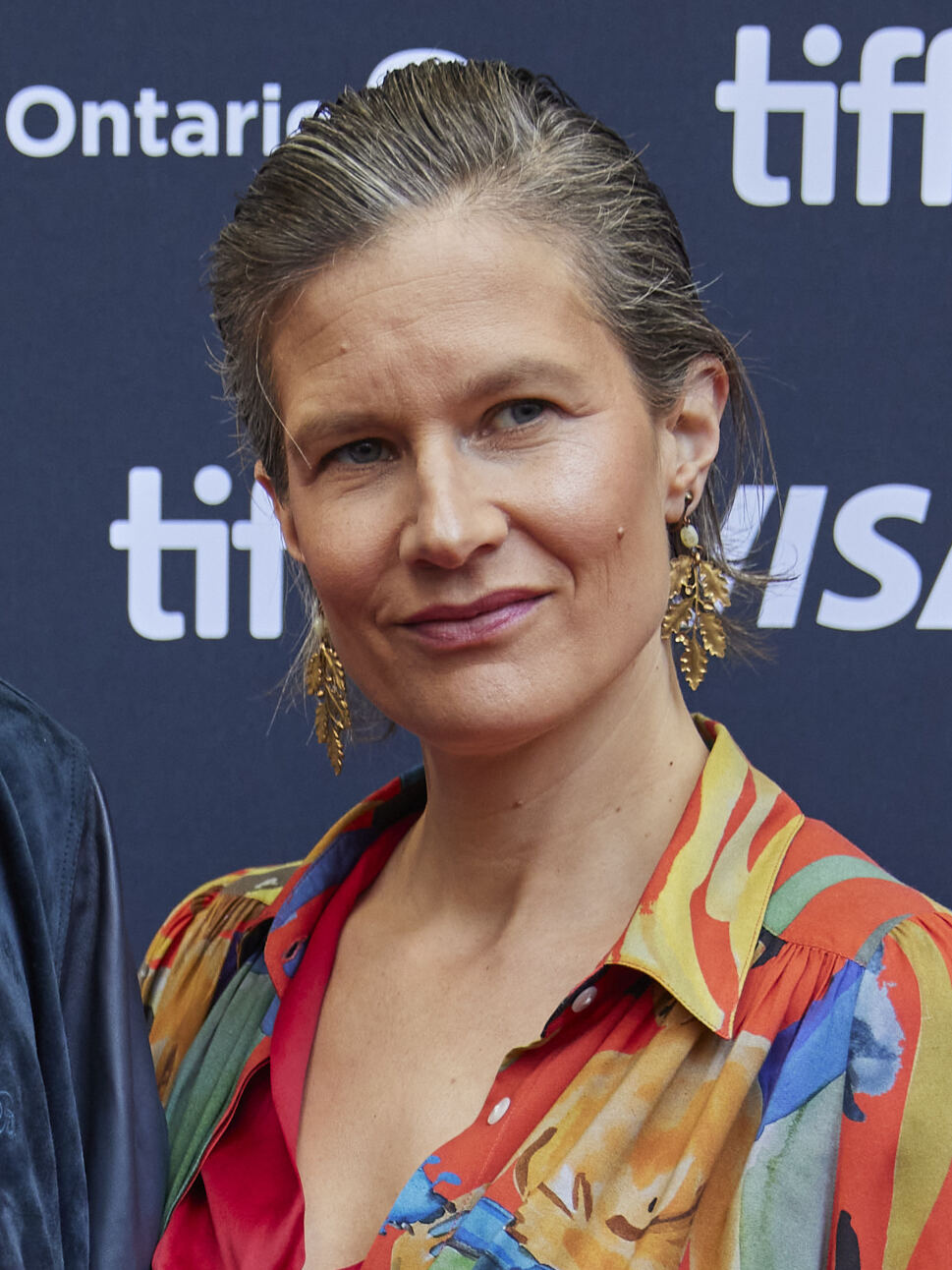
Camille, laureatka w kategorii najlepsza piosenka oryginalna

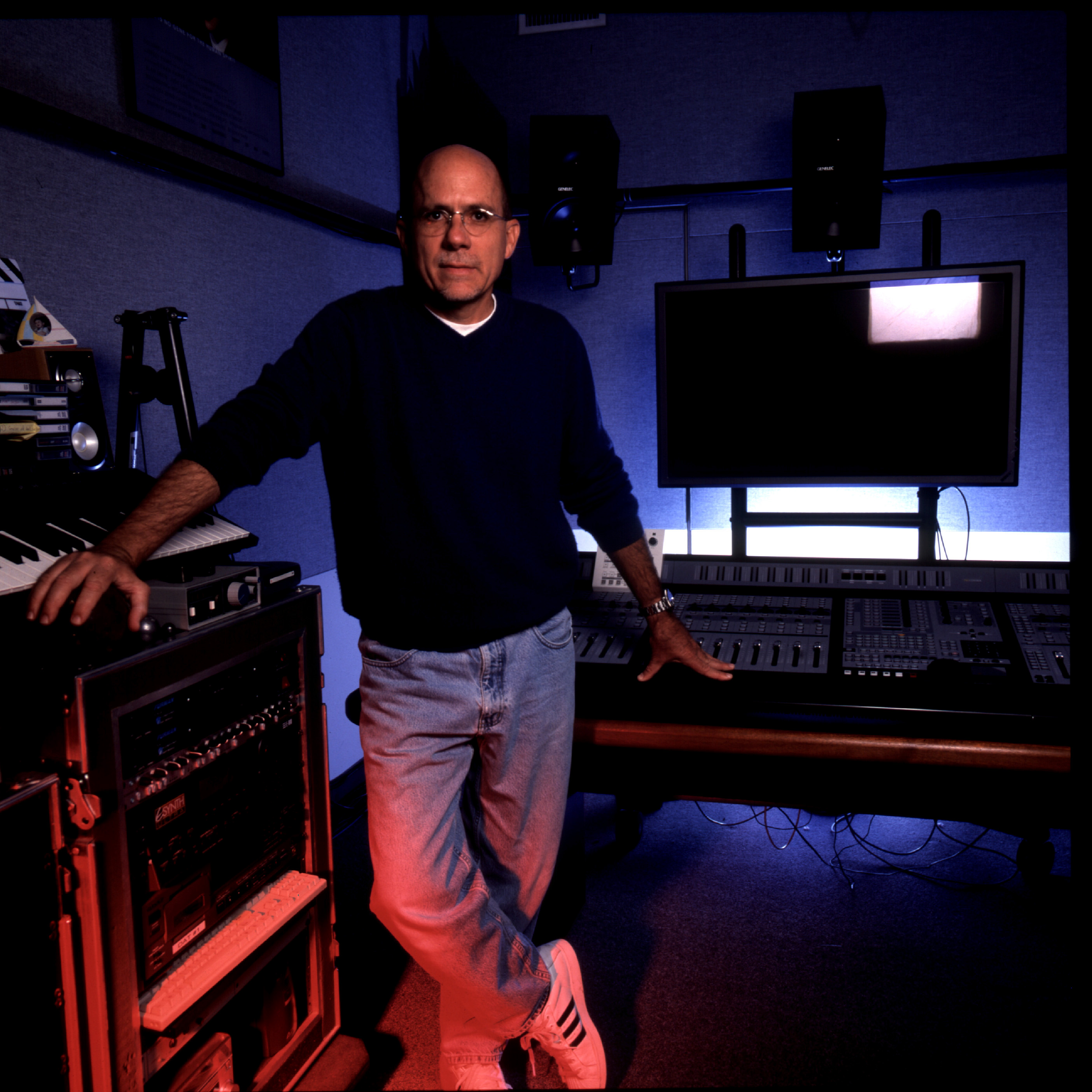
Richard King (inżynier dźwięku), laureat w kategorii Oscar za najlepszy dźwięk

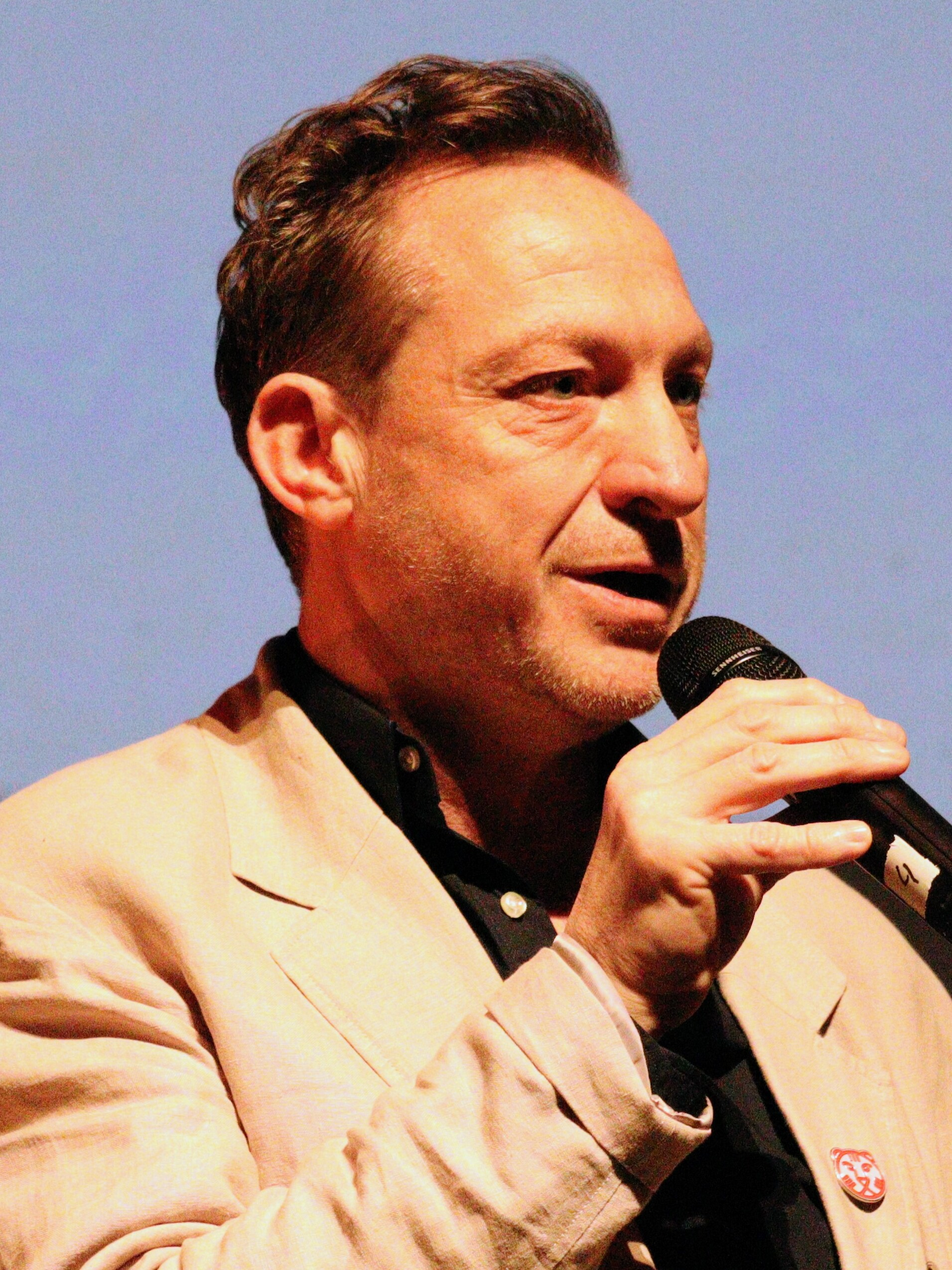
Lol Crawley, laureat w kategorii najlepsze zdjęcia

| - Anora – Alex Coco, Samantha Quan i Sean Baker - The Brutalist – Nick Gordon, Brian Young, Andrew Morrison, D.J. Gugenheim i Brady Corbet - Diuna: Część druga – Mary Parent, Cale Boyter, Tanya Lapointe i Denis Villeneuve - Emilia Pérez – Pascal Caucheteux i Jacques Audiard - Wciąż tu jestem – Maria Carlota Bruno i Rodrigo Teixeira - Kompletnie nieznany – Fred Berger, James Mangold i Alex Heineman - Konklawe – Tessa Ross, Juliette Howell i Michael A. Jackman - Miedziaki – Dede Gardner, Jeremy Kleiner i Joslyn Barnes - Substancja – Coralie Fargeat, Tim Bevan i Eric Fellner - Wicked – Marc Platt | - Sean Baker – Anora - Brady Corbet – The Brutalist - James Mangold – Kompletnie nieznany - Jacques Audiard – Emilia Pérez - Coralie Fargeat – Substancja |
| Najlepszy aktor pierwszoplanowy | Najlepsza aktorka pierwszoplanowa |
| - Adrien Brody – The Brutalist jako László Tóth - Timothée Chalamet – Kompletnie nieznany jako Bob Dylan - Colman Domingo – Sing Sing jako John „Divine G” Whitfield - Ralph Fiennes – Konklawe jako Cardinal Thomas Lawrence - Sebastian Stan – Wybraniec jako Donald Trump | - Mikey Madison – Anora jako Anora „Ani” Mikheeva - Cynthia Erivo – Wicked jako Elphaba Thropp - Karla Sofía Gascón – Emilia Pérez jako Emilia Pérez / Juan „Manitas” Del Monte - Demi Moore – Substancja jako Elisabeth Sparkle - Fernanda Torres – Wciąż tu jestem jako Eunice Paiva |
| Najlepszy aktor drugoplanowy | Najlepsza aktorka drugoplanowa |
| - Kieran Culkin – Prawdziwy ból jako Benji Kaplan - Jurij Borisow – Anora jako Igor - Edward Norton – Kompletnie nieznany jako Pete Seeger - Guy Pearce – The Brutalist jako Harrison Lee Van Buren Sr. - Jeremy Strong – Wybraniec jako Roy Cohn | - Zoe Saldaña – Emilia Pérez jako Rita Mora Castro - Monica Barbaro – Kompletnie nieznany jako Joan Baez - Ariana Grande – Wicked jako Galinda „Glinda” Upland - Felicity Jones – The Brutalist jako Erzsébet Tóth - Isabella Rossellini – Konklawe jako siostra Agnes |
| Najlepszy scenariusz oryginalny | Najlepszy scenariusz adaptowany |
| - Anora – Sean Baker - The Brutalist – Brady Corbet i Mona Fastvold - Prawdziwy ból – Jesse Eisenberg - September 5 – Moritz Binder i Tim Fehlbaum; współautorstwo: Alex David - Substancja – Coralie Fargeat | - Konklawe – Peter Straughan - Emilia Pérez – Jacques Audiard; współpraca: Thomas Bidegain, Léa Mysius i Nicolas Livecchi - Kompletnie nieznany – James Mangold i Jay Cocks - Miedziaki – RaMell Ross i Joslyn Barnes - Sing Sing – scenariusz: Greg Kwedar i Clint Bentley; historia: Greg Kwedar, Clint Bentley, Clarence Maclin i John „Divine G” Whitfield                                                                                                |
| Najlepszy pełnometrażowy film animowany | Najlepszy film międzynarodowy |
| - Flow – Gints Zilbalodis, Matīss Kaža, Ron Dyens i Gregory Zalcman - Dziki robot – Chris Sanders i Jeff Hermann - Pamiętnik ślimaka – Adam Elliot i Liz Kearney - Wallace i Gromit: Zemsta pingwina – Nick Park, Merlin Crossingham i Richard Beek - W głowie się nie mieści 2 – Kelsey Mann i Mark Nielsen | - Wciąż tu jestem (Brazylia) - Dziewczyna z igłą (Dania) - Emilia Pérez (Francja) - Flow (Łotwa) - Nasienie świętej figi (Niemcy) |
| Najlepszy pełnometrażowy film dokumentalny | Najlepszy krótkometrażowy film dokumentalny |
| - Nie chcemy innej ziemi – Basel Adra, Rachel Szor, Hamdan Ballal i Yuval Abraham - Dzienniki Black Box – Shiori Itō, Eric Nyari i Hanna Aqvilin - Sugarcane: rozliczenie z przeszłością – Julian Brave NoiseCat, Emily Kassie i Kellen Quinn - Ścieżka dźwiękowa zamachu stanu – Johan Grimonprez, Daan Milius i Rémi Grellety - Wojna porcelanowa – Brendan Bellomo, Slava Leontyev, Aniela Sidorska i Paula DuPré Pesmen | - Pierwsza dziewczyna w orkiestrze – Molly O’Brien i Lisa Remington - Death by Numbers – Kim A. Snyder i Janique L. Robillard - I Am Ready, Warden – Smriti Mundhra i Maya Gnyp - Incydent – Bill Morrison i Jamie Kalven - Instruments of a Beating Heart – Ema Ryan Yamazaki i Eric Nyari |
| Najlepszy krótkometrażowy film aktorski | Najlepszy krótkometrażowy film animowany |
| - Nie jestem robotem – Victoria Warmerdam i Trent - A Lien – Sam Cutler-Kreutz i David Cutler-Kreutz - Anuja – Adam J. Graves i Suchitra Mattai - Čovjek koji nije mogao šutjeti – Nebojša Slijepčević i Danijel Pek - The Last Ranger – Cindy Lee i Darwin Shaw | - W cieniu cyprysu – Shirin Sohani i Hossein Molayemi - Bez końca – Nina Gantz i Stienette Bosklopper - Fuj! – Loïc Espuche i Juliette Marquet - Magic Candies – Daisuke Nishio i Takashi Washio - Piękni mężczyźni – Nicolas Keppens i Brecht Van Elslande |
| Najlepsza muzyka | Najlepsza piosenka oryginalna |
| - The Brutalist – Daniel Blumberg - Dziki robot – Kris Bowers - Emilia Pérez – Clément Ducol i Camille - Konklawe – Volker Bertelmann - Wicked – John Powell i Stephen Schwartz | - „El Mal” (Emilia Pérez) – muzyka: Clément Ducol i Camille; tekst: Clément Ducol, Camille i Jacques Audiard - „The Journey” (Batalion 6888) – muzyka i tekst: Diane Warren - „Like a Bird” (Sing Sing) – muzyka i tekst: Abraham Alexander i Adrian Quesada - „Mi Camino” (Emilia Pérez) – muzyka i tekst: Camille i Clément Ducol - „Never Too Late” (Elton John: Never Too Late) – muzyka i tekst: Elton John, Brandi Carlile, Andrew Watt i Bernie Taupin |
| Najlepszy dźwięk | Najlepsza scenografia |
| - Diuna: Część druga – Gareth John, Richard King, Ron Bartlett i Doug Hemphill - Dziki robot – Randy Thom, Brian Chumney, Gary A. Rizzo i Leff Lefferts - Emilia Pérez – Erwan Kerzanet, Aymeric Devoldère, Maxence Dussère, Cyril Holtz i Niels Barletta - Kompletnie nieznany – Tod A. Maitland, Donald Sylvester, Ted Caplan, Paul Massey i David Giammarco - Wicked – Simon Hayes, Nancy Nugent Title, Jack Dolman, Andy Nelson i John Marquis | - Wicked – scenografia: Nathan Crowley; dekoracja wnętrz: Lee Sandales - Diuna: Część druga – scenografia: Patrice Vermette; dekoracja wnętrz: Shane Vieau - The Brutalist – scenografia: Judy Becker; dekoracja wnętrz: Patricia Cuccia - Konklawe – scenografia: Suzie Davies; dekoracja wnętrz: Cynthia Sleiter - Nosferatu – scenografia: Craig Lathrop; dekoracja wnętrz: Beatrice Brentnerová                                                           |
| Najlepsze zdjęcia | Najlepsza charakteryzacja i fryzury |
| - The Brutalist – Lol Crawley - Diuna: Część druga – Greig Fraser - Emilia Pérez – Paul Guilhaume - Maria Callas – Ed Lachman - Nosferatu – Jarin Blaschke | - Substancja – Pierre-Oliver Persin, Stéphanie Guillon i Marilyne Scarselli - A Different Man – Mike Marino, David Presto i Crystal Jurado - Emilia Pérez – Julia Floch Carbonel, Emmanuel Janvier i Jean-Christophe Spadaccini - Nosferatu – David White, Traci Loader i Suzanne Stokes-Munton - Wicked – Frances Hannon, Laura Blount i Sarah Nuth |
| Najlepsze kostiumy | Najlepszy montaż |
| - Wicked – Paul Tazewell - Gladiator II – Janty Yates i Dave Crossman - Kompletnie nieznany – Arianne Phillips - Konklawe – Lisy Christl - Nosferatu – Linda Muir | - Anora – Sean Baker - The Brutalist – Dávid Jancsó - Emilia Pérez – Juliette Welfling - Konklawe – Nick Emerson - Wicked – Myron Kerstein |
| Najlepsze efekty specjalne | |
| - Diuna: Część druga – Paul Lambert, Stephen James, Rhys Salcombe i Gerd Nefzer - Better Man: Niesamowity Robbie Williams – Luke Millar, David Clayton, Keith Herft i Peter Stubbs - Królestwo Planety Małp – Erik Winquist, Stephen Unterfranz, Paul Story i Rodney Burke - Obcy: Romulus – Eric Barba, Nelson Sepulveda-Fauser, Daniel Macarin i Shane Mahan - Wicked – Pablo Helman, Jonathan Fawkner, David Shirk i Paul Corbould | |

### Nagrody Gubernatorów
12 czerwca 2024 Amerykańska Akademia Sztuki i Wiedzy Filmowej podała nazwiska osób, które otrzymają honorowe Nagrody Gubernatorów w ramach 97. edycji Oscarów. Ceremonia ich wręczenia odbyła się 17 listopada 2024 w Ray Dolby Ballroom w kompleksie Ovation Hollywood w Los Angeles.
Oscary honorowe
- Quincy Jones (pośmiertnie)
- Juliet Taylor(inne języki)

Nagroda za działalność humanitarną im. Jeana Hersholta
- Richard Curtis

Nagroda im. Irvinga G. Thalberga
- Michael G. Wilson
- Barbara Broccoli

## Statystyki
| Nagrody | Film               |
| ------- | ------------------ |
| 5       | Anora              |
| 3       | The Brutalist      |
| 2       | Diuna: Część druga |
| 2       | Emilia Pérez       |
| 2       | Wicked             |

| Nominacje | Film                |
| --------- | ------------------- |
| 13        | Emilia Pérez        |
| 10        | The Brutalist       |
| 10        | Wicked              |
| 8         | Kompletnie nieznany |
| 8         | Konklawe            |
| 6         | Anora               |
| 5         | Diuna: Część druga  |
| 5         | Substancja          |
| 4         | Nosferatu           |
| 3         | Dziki robot         |
| 3         | Wciąż tu jestem     |
| 3         | Sing Sing           |
| 2         | Flow                |
| 2         | Miedziaki           |
| 2         | Prawdziwy ból       |
| 2         | Wybraniec           |

## Przebieg

### Występy
| Wykonawcy                                    | Utwory                                                                                                 |
| -------------------------------------------- | --- |
| Ariana Grande Cynthia Erivo                  | „Over the Rainbow” (Grande) „Home” (Erivo) „Defying Gravity” (Erivo i Grande)                          |
| Conan O’Brien                                | „I Won’t Waste Time”                                                                                   |
| Margaret Qualley (taniec) Lisa Doja Cat Raye | Hołd dla serii James Bond „Live and Let Die” (Lisa) „Diamonds Are Forever” (Doja Cat) „Skyfall” (Raye) |
| Los Angeles Master Chorale                   | Segment In Memoriam „Lacrimosa” z Requiem d-moll Wolfganga Amadeusa Mozarta                            |
| Queen Latifah                                | Hołd dla Quincy’ego Jonesa „Ease on Down the Road”                                                     |

### Prezenterzy
| Prezenterzy                                                        | Rola |
| ------------------------------------------------------------------ | --- |
| Robert Downey Jr.                                                  | Wręczenie nagrody w kategorii najlepszy aktor drugoplanowy                                                              |
| Andrew Garfield Goldie Hawn                                        | Wręczenie nagród w kategoriach najlepszy pełnometrażowy film animowany i najlepszy krótkometrażowy film animowany       |
| Lily-Rose Depp Elle Fanning John Lithgow Connie Nielsen Bowen Yang | Wręczenie nagrody w kategorii najlepsze kostiumy                                                                        |
| Amy Poehler                                                        | Wręczenie nagród w kategoriach najlepszy scenariusz oryginalny i najlepszy scenariusz adaptowany                        |
| Scarlett Johansson June Squibb                                     | Wręczenie nagrody w kategorii najlepsza charakteryzacja i fryzury                                                       |
| Halle Berry                                                        | Prezentacja laureatów Nagród Gubernatorów i zapowiedź hołdu dla serii James Bond                                        |
| Daryl Hannah                                                       | Wręczenie nagrody w kategorii najlepszy montaż                                                                          |
| Da’Vine Joy Randolph                                               | Wręczenie nagrody w kategorii najlepsza aktorka drugoplanowa                                                            |
| Ben Stiller                                                        | Wręczenie nagrody w kategorii najlepsza scenografia                                                                     |
| Mick Jagger                                                        | Wręczenie nagrody w kategorii najlepsza piosenka oryginalna                                                             |
| Selena Gomez Samuel L. Jackson                                     | Wręczenie nagród w kategoriach najlepszy krótkometrażowy film dokumentalny i najlepszy pełnometrażowy film dokumentalny |
| Miley Cyrus Miles Teller                                           | Wręczenie nagrody w kategorii najlepszy dźwięk                                                                          |
| Gal Gadot Rachel Zegler                                            | Wręczenie nagrody w kategorii najlepsze efekty specjalne                                                                |
| Ana de Armas Sterling K. Brown                                     | Wręczenie nagrody w kategorii najlepszy krótkometrażowy film aktorski                                                   |
| Morgan Freeman                                                     | Zapowiedź segmentu In Memoriam                                                                                          |
| Joe Alwyn Dave Bautista Willem Dafoe Alba Rohrwacher Zoe Saldaña   | Wręczenie nagrody w kategorii najlepsze zdjęcia                                                                         |
| Penélope Cruz                                                      | Wręczenie nagrody w kategorii najlepszy film międzynarodowy                                                             |
| Mark Hamill                                                        | Wręczenie nagrody w kategorii najlepsza muzyka                                                                          |
| Whoopi Goldberg Oprah Winfrey                                      | Zapowiedź hołdu dla Quincy’ego Jonesa                                                                                   |
| Cillian Murphy                                                     | Wręczenie nagrody w kategorii najlepszy aktor pierwszoplanowy                                                           |
| Quentin Tarantino                                                  | Wręczenie nagrody w kategorii najlepszy reżyser                                                                         |
| Emma Stone                                                         | Wręczenie nagrody w kategorii najlepsza aktorka pierwszoplanowa                                                         |
| Billy Crystal Meg Ryan                                             | Wręczenie nagrody w kategorii najlepszy film                                                                            |

Harrison Ford został zapowiedziany jako prezenter, ale odwołał swój występ z powodu zachorowania na półpasiec.

## Organizacja

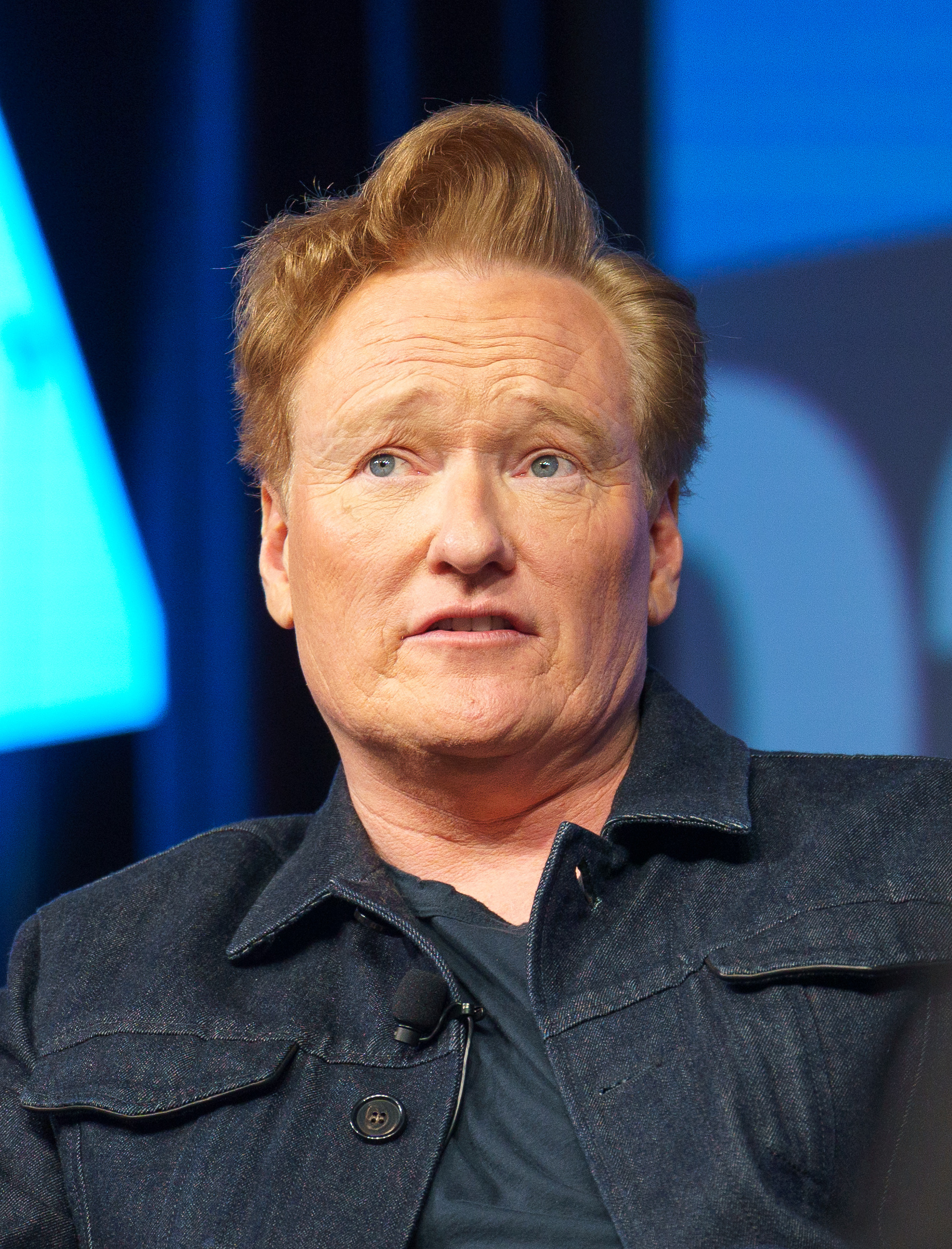
Conan O’Brien, prowadzący ceremonię

10 kwietnia 2024 Amerykańska Akademia Sztuki i Wiedzy Filmowej (AMPAS) wyznaczyła daty związane z 97. rozdaniem Oscarów, w tym datę ceremonii ich wręczenia. 22 kwietnia 2024 opublikowała regulamin nagród, wprowadzający kilka zmian. Od tej pory nominacje mogły otrzymać tylko filmy, które były wyświetlane w kinach stałych (nie samochodowych) w Los Angeles, Nowym Jorku, San Francisco Bay Area, Chicago, Atlancie lub Metroplex Dallas–Fort Worth. Ponadto zostało dopuszczone równoczesne nominowanie w kategoriach najlepszy pełnometrażowy film animowany i najlepszy film międzynarodowy, a zgłoszenia w kategoriach za scenariusz wymagają dostarczenia ostatecznego pisanego scenariusza.
29 lipca 2024 media doniosły, że propozycje poprowadzenia ceremonii odrzucili Jimmy Kimmel (gospodarz poprzedniej gali) i John Mulaney. 14 października 2024 portal Deadline Hollywood poinformował nieoficjalnie, że zaproszenie do objęcia roli gospodarzy otrzymali aktorzy Ryan Reynolds i Hugh Jackman, odtwórcy głównych ról w filmie Deadpool & Wolverine (2024), jednak Reynolds poinformował w wywiadzie, że odrzucili propozycję. 28 października 2024 AMPAS poinformowała, że reżyserem ceremonii będzie Hamish Hamilton, zaś producentami wykonawczymi Raj Kapoor i Katy Mullan. 15 listopada 2024 prowadzącym został ogłoszony Conan O’Brien. 11 grudnia 2024 AMPAS poinformowała, że w Stanach Zjednoczonych, poza tradycyjną emisją telewizyjną w ABC, ceremonia będzie także – po raz pierwszy w historii Oscarów – transmitowana w serwisie strumieniowym, Hulu.
8 stycznia 2025 AMPAS ogłosiła, że w związku z pożarami w Kalifornii głosowanie na nominowanych zostało wydłużone i zostanie zamknięte 14 stycznia (a nie 12, jak planowano). 13 stycznia 2025 głosowanie zostało jeszcze raz wydłużone, do 17 stycznia, ponadto tradycyjny obiad nominowanych został odwołany. 22 stycznia 2025 organizatorzy ogłosili, że z związku z pożarami utwory nominowane w kategorii najlepsza piosenka oryginalna nie zostaną wykonane na żywo podczas ceremonii. 28 stycznia 2025 poinformowali, że drugi rok z rzędu z rzędu komiczka Amelia Dimoldenberg będzie ambasadorką Oscarów w mediach społecznościowych i korespondentką z czerwonego dywanu poprzedzającego galę. 5 lutego 2025 zapowiedzieli, że podczas gali nagrody wręczą laureaci poprzedniej edycji w kategoriach aktorskich. Następni prezenterzy zostali ogłoszeni kolejno 11, 19, 26 i 28 lutego 2025. 24 lutego 2025 organizatorzy zapowiedzieli występy muzyczne podczas ceremonii. 25 lutego 2025 ABC poinformował, że Julianne Hough i Jesse Palmer poprowadzą poprzedzającą galę transmisję z czerwonego dywanu. 27 lutego 2025 magazyn „Variety” doniósł, że podczas ceremonii odbędzie się hołd dla muzyki z serii filmów James Bond, dedykowany jej wieloletnim producentom, Barbarze Broccoli i Michaelowi G. Wilsonowi, uhonorowanym w tej edycji Nagrodami im. Irvinga G. Thalberga.

## Odbiór

### Oglądalność
Według danych Nielsen Media Research, ceremonia odnotowała w Stanach Zjednoczonych średnią oglądalność na poziomie 19,69 miliona osób, wliczając widzów kanału ABC i serwisu Hulu. Stanowiło to wzrost o 1% w porównaniu z poprzednią galą (19,49 miliona). Ponadto był to najwyższy wynik w amerykańskim sezonie telewizyjnym 2024/25, wyłączając transmisje sportowe i informacyjne. W grupie wiekowej 18–49 ceremonia miała 4,54% udziału w amerykańskim rynku telewizyjnym, zaś w grupie wiekowej 18–34 3,9%, co w obu przypadkach stanowi wzrost w porównaniu z poprzednim rokiem. W mediach społecznościowych wygenerowała 104,2 miliona interakcji, co było najwyższym wynikiem spośród wszystkich imprez telewizyjnych sezonu 2024/25.

### Kontrowersje

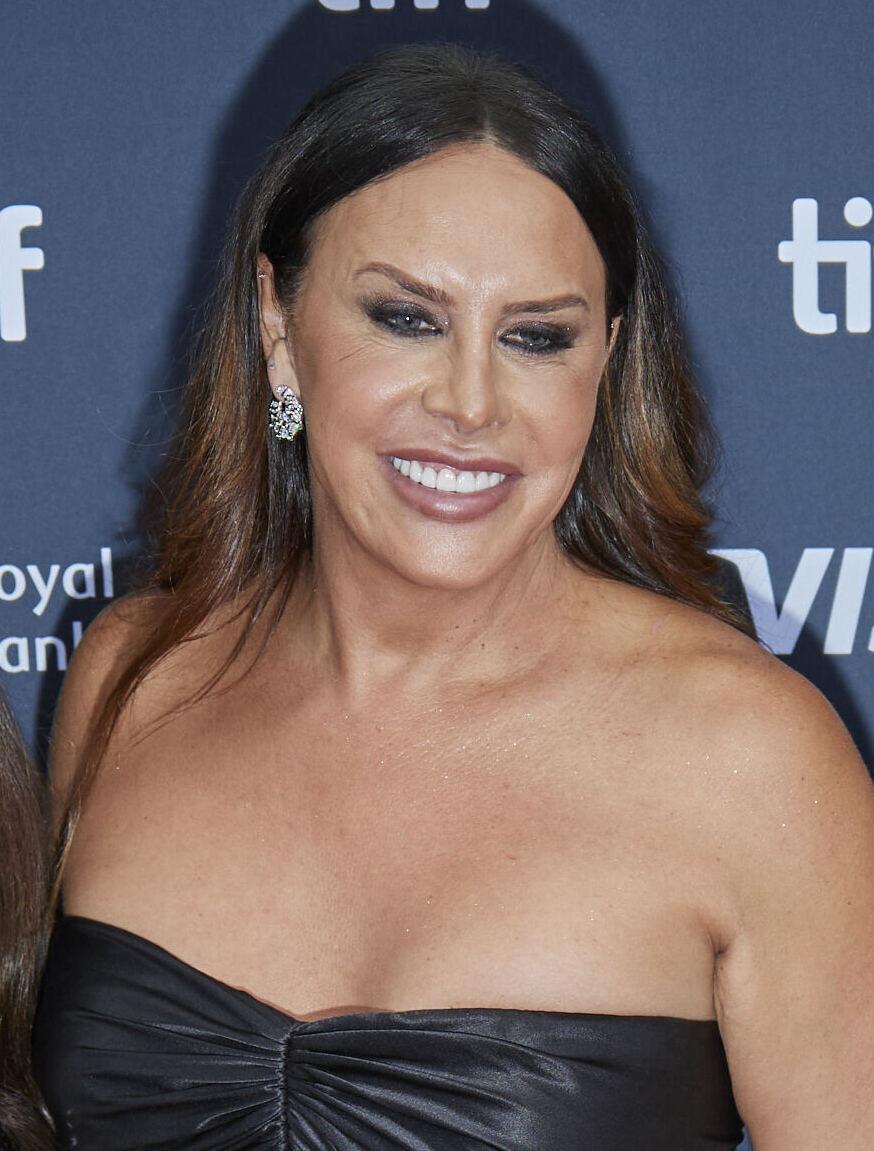
Karla Sofía Gascón, odtwórczyni jednej z głównych ról w filmie Emilia Pérez

Fakt, że film Emilia Pérez otrzymał 13 nominacji do Oscarów, co jest jednym z najwyższych wyników w historii, wywołał kontrowersje w mediach i serwisach społecznościowych. Komentujący zwracali uwagę na jego stosunkowo niskie oceny wśród widzów oraz mieszany odbiór ze względu na reprezentację Meksykanów i społeczności LGBTQ+, interpretowaną jako krzywdzącą, a także niepoprawną hiszpańskojęzyczną wymowę wcielającej się w jedną z głównych ról Seleny Gomez.
Po ogłoszeniu nominacji media przywołały pisane przez nominowaną za główną rolę w Emilii Pérez Karlę Sofíę Gascón wpisy w serwisie społecznościowym X na przestrzeni lat, interpretowane jako islamofobiczne, rasistowskie i obraźliwe, w tym wobec samych Oscarów oraz grającej w filmie u jej boku Seleny Gomez. Gascón początkowo przeprosiła za wpisy, później jednak udzieliła kanałowi CNN en Español wywiadu, w którym broniła swoich racji, obwiniając za skandal medialny kulturę unieważniania. W następstwie kontrowersji Netflix, dystrybutor Emilii Pérez, zaprzestał umieszczania jej w materiałach promocyjnych związanych z kampanią oscarową, a także zrezygnował z finansowania jej pobytów w Los Angeles w związku z ceremoniami wręczenia nagród. Ostatecznie, mimo wcześniejszych planów i jej nieobecności na innych galach, wyraził zgodę na sfinansowanie jej podróży i pobytu na Oscarach.
Kontrowersje wywołały także nominacje dla filmu The Brutalist ze względu na użycie sztucznej inteligencji (AI) do poprawienia akcentu aktorów w języku węgierskim i wygenerowania obrazów w jednej ze scen. 7 lutego 2025 magazyn „Variety” doniósł, że AMPAS rozważa wprowadzenie wymogu raportowania użycia AI przy zgłoszeniach do kolejnych edycji Oscarów.
Liczni użytkownicy serwisu Hulu, który emitował ceremonię na żywo w Stanach Zjednoczonych, zgłaszali problemy techniczne uniemożliwiające im oglądanie. Ponadto transmisja zakończyła się przed ogłoszeniem laureata w kategorii najlepszy film, co spowodowane było przedłużeniem gali ponad planowany czas. Przedstawiciele Hulu przeprosili za zaistniałe problemy.